# کالج بین‌المللی هراری
کالج بین‌المللی هراری، دبیرستان مجازی آمریکایی و رایگان است که دیپلم بین‌المللی آمریکایی Advanced Program (AP) و دروس دبیرستانی شامل مطالعات آسیا (شرق دور)، مطالعات اروپا و مطالعات خاورمیانه را ارائه می‌کند. هم چنین برخی از دروس آماده‌سازی برای سطح A (A-Level) بریتانیا و باگروت اسرائیل در این کالج ارائه می‌شوند.

## پیشینه
کالج بین‌المللی هراری در سال ۲۰۱۱ و تنها با ارائه دروس AP و A-Level  و CLEP (College Level Examination Program) آغاز به کار کرد. دوره‌های جدید، در سال ۲۰۱۲  به برنامهٔ آموزشی اضافه شدند.
در سال ۲۰۱۳ برنامهٔ آموزشی زبانشناسی قرآنی با ارائهٔ مدرک به دروس آموزشی اضافه شد. درس مطالعات هری پاتر برای نوجوانان نیز ارائه شد. هم چنین امسال «دفتر معلولین» نیز آغاز به کار کرد.
در سال تحصیلی ۲۰۱۳-۲۰۱۴ طرح و قالب این کالج به دبیرستان مجازی بین‌المللی تغییر یافت و دیپلم بین‌المللی AP و دیپلم‌های داخلی مطالعات آسیا (شرق دور)، خاورمیانه و کلاسیک را ارائه کرد. مطالعات هری پاتر در این کالج از فوریه ۲۰۱۴ متوقف شد.

## دروس آموزشی
دروس کالج بین‌المللی هراری تمرکز زیادی بر ترکیب تحقیق و تدریس دارد و  دانش آموزان را ملزم می‌کند تا دست کم یک واحد تحقیق بگذرانند. این کالج، دیپلم بین‌المللی آمریکایی Advanced Program (APID) و دروس مجزایی مانند  A-Level و باگروت را در برنامه‌های آموزشی خود دارد. هم چنین دروس پیش دانشگاهی را ارائه می‌کند که دانش آموزان دبیرستانی مهارت‌های علمی لازم برای ادامهٔ تحصیل را فرا گیرند.

## دفتر معلولین
کالج بین‌المللی هراری در فوریه ۲۰۱۴ مرکز مخصوصی را راه‌اندازی کرد تا معلولین با انواع معلولیت‌ها، مانند ناشنوایی و حتی اوتیسم بتوانند به فهرست کلیهٔ دوره‌های آموزشی دسترسی داشته باشند. قرار است این کالج در ژوئن ۲۰۱۴ دانش آموزان ناشنوا، نابینا و اوتیسم را برای امتحان اسرائیلی باگروت معرفی کند.